# Gomphomastax gigantea
Gomphomastax gigantea is een rechtvleugelig insect uit de familie Eumastacidae. De wetenschappelijke naam van deze soort is voor het eerst geldig gepubliceerd in 1937 door Mishchenko.